# Loboparius globulus
Loboparius globulus är en skalbaggsart som beskrevs av Edgar von Harold 1859. Loboparius globulus ingår i släktet Loboparius och familjen Aphodiidae. Inga underarter finns listade i Catalogue of Life.